# Зрновці
Зрно́вці (мак. Зрновци) — село у Північній Македонії, адміністративний центр общини Зрновці, що в Східному регіоні країни.
Громада складається з 2221 особи (перепис 2002): македонців — 2217, сербів та представників інших етносів — 4. Село розкинулося в передгірській місцевості (середні висоти — 360 метрів) у підніжжі гори Плачковиця.

## Видатні уродженці
- Лазар Лазаров (1945—2020) — македонський історик.